# Harvey (Nuevo Brunswick)
Harvey es una parroquia canadiense situada en la provincia de Nuevo Brunswick.

## Superficie
Harvey tiene una superficie de 276,85 km².

## Demografía
En 2021, tenía 358 habitantes, una densidad poblacional de 1,3 hab./km², y 239 viviendas.